# Harmen Wind

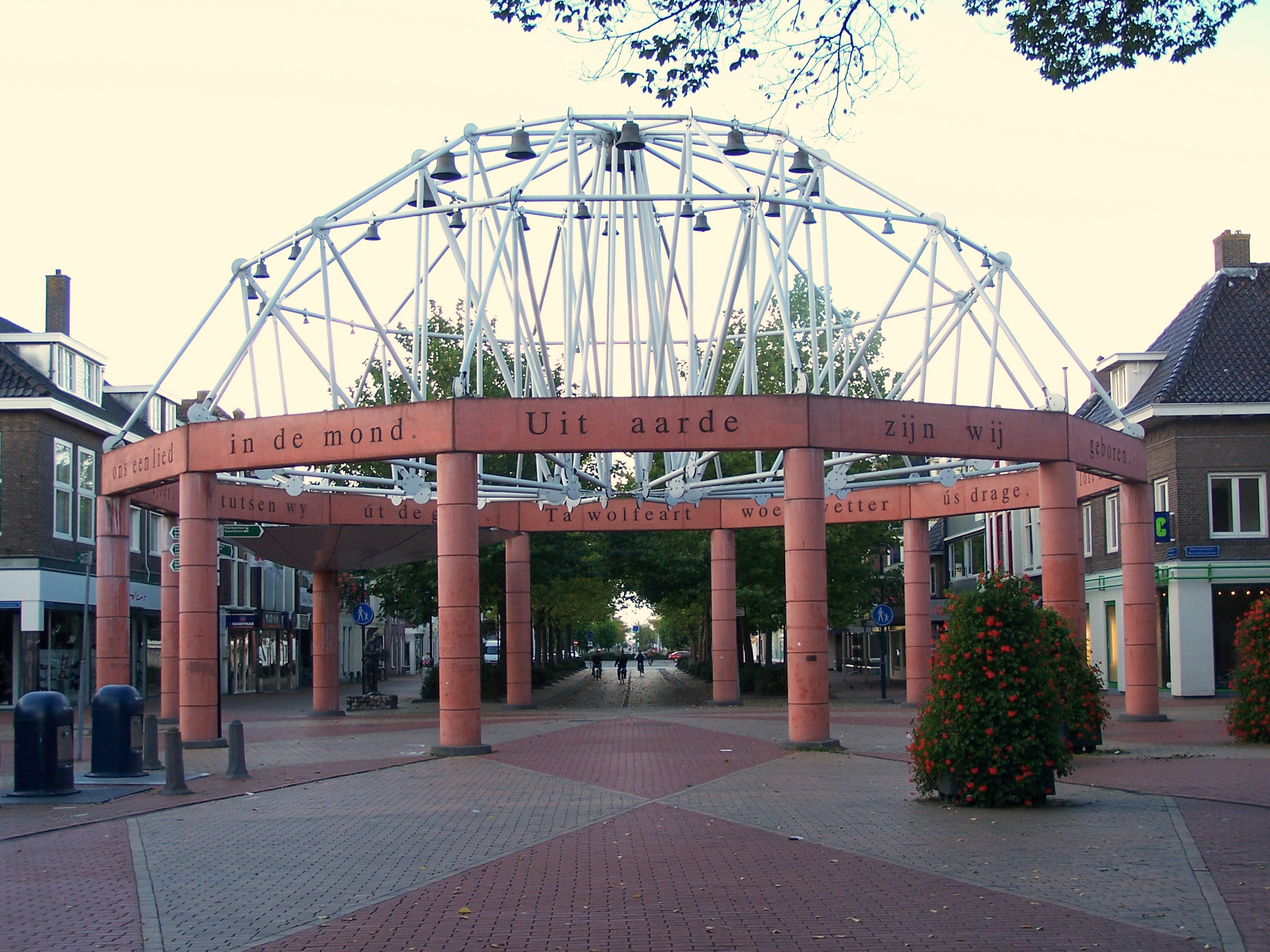
Carillon in Drachten met gedicht van Windː Uit aarde zijn wij ...

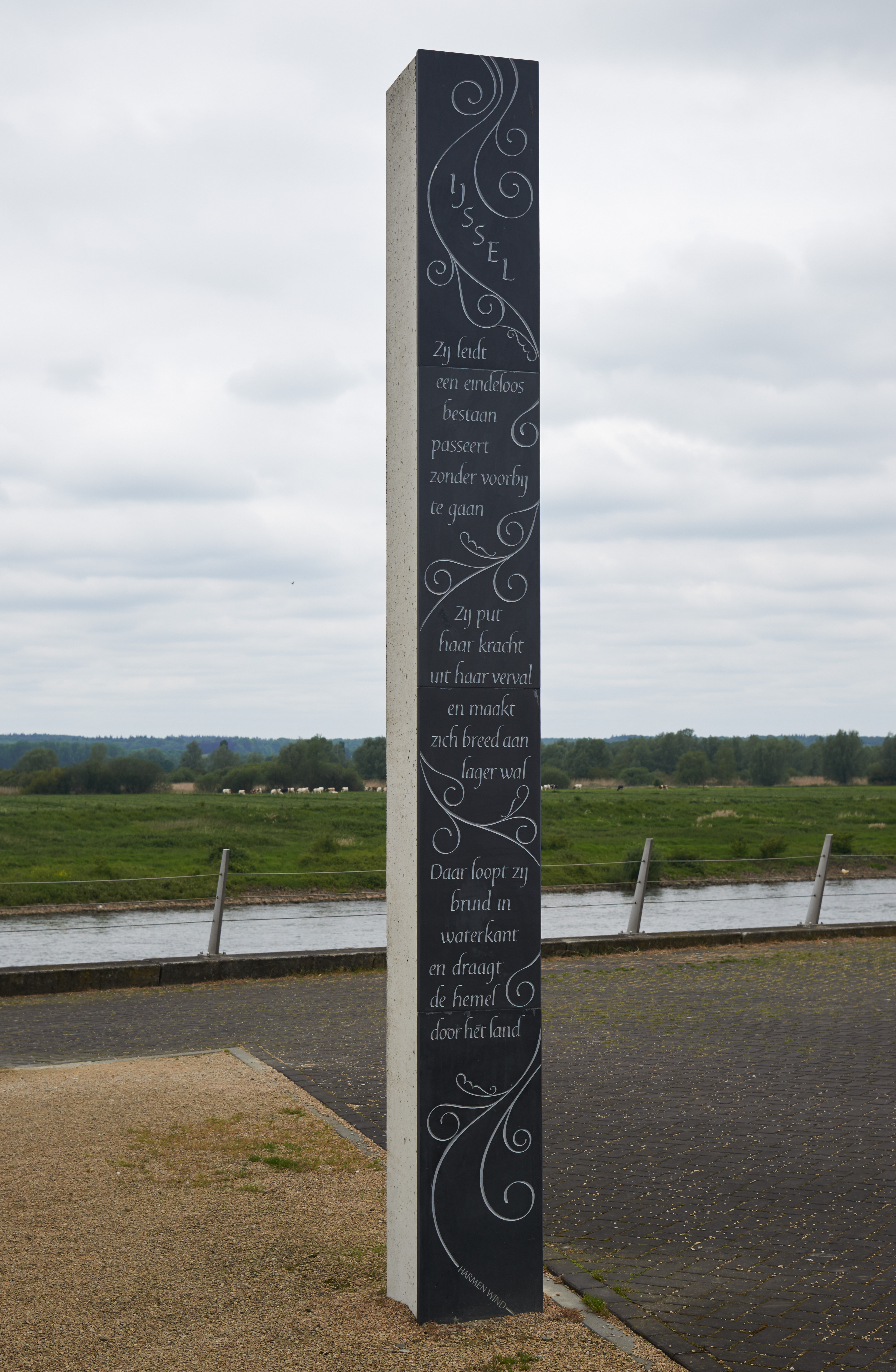
Kunstwerk in Doesburg met gedicht over de IJssel van Harmen Wind

Harmen Wind (Leeuwarden, 24 december 1945 – Doesburg, 1 oktober 2010) was een Nederlands dichter en schrijver. Wind groeide op in Oldeboorn en woonde lang in Doesburg. Als schrijver publiceerde hij zowel in het Nederlands als in het Fries.

## Prijzen
Met zijn literair werk heeft hij diverse prijzen gewonnen:
- 1987: Fedde Schurerpriis voor Ut ein
- 2003: Debutantenprijs voor Het verzet
- 2006: Rink van der Veldepriis voor It ferset